# Харламовська (Архангельська область)
Харламовська (рос. Харламовская) — присілок в Коноському районі Архангельської області Російської Федерації.
Населення становить 8 осіб. Входить до складу муніципального утворення Коноське сільське поселення.

## Історія
Від 2004 року входить до складу муніципального утворення Коноське сільське поселення.

## Населення
| 2002 | 2010 | 2012 |
| ---- | ---- | ---- |
| 17   | ↘8   | →8   |